# Sárgás medvelepke
A sárgás medvelepke (Spilarctia lutea) a rovarok (Insecta) osztályának lepkék (Lepidoptera) rendjébe, ezen belül a medvelepkefélék (Arctiidae) családjába tartozó faj.
A Spilarctia lepkenem típusfaja.

## Előfordulása
A sárgás medvelepke elterjedési területe egész Európa és Ázsia nagy része, egészen Japánig. Európában északon a 62. szélességi körig, így megtalálható Finnország és Skandinávia déli részein is. Hegyvidékeken 1800 méterig fordul elő.

## Alfajai
- Spilarctia lutea adzharica Dubatolov, 2007
- Spilarctia lutea japonica (Rothschild, 1910)
- Spilarctia lutea lutea Hufnagel, 1766
- Spilarctia lutea rhodosoma (Turati, 1907)

## Megjelenése
Elülső szárnya 2 centiméter hosszú. Nehéz más fajjal összetéveszteni. A sárgás színű lepke elülső szárnyán különböző intenzitású fekete foltok sorozatából álló sávot visel. A potroha is feketén pontozott.

## Életmódja
Májusban, júniusban majd augusztustól szeptemberig, éjjel repül. Hegyvidékeken egynemzedékes. A medvelepkékre jellemző módon különösen aktív közvetlenül napkelte előtt.
Hernyója júliusban majd szeptembertől októberig él. Polifág. Általában csalánon, útifűn, szedren vagy bodzán kezdetben társasan majd magányosan táplálkozik. Mint minden medvelepke lárvája, ennek a fajnak is szőrös és a madarak számára élvezhetetlenek.